# 凱薩里 (報紙)
《凯萨里》（英語：Kesari，梵文为狮子）是一份马拉地语报纸，由印度独立运动的著名领导人巴尔·甘格达尔·提拉克于1881年1月4日创办。该报纸被用作印度民族自由运动的代言人，并由凯萨里马拉塔信托基金和提拉克的后人继续出版。
巴尔·甘格达尔·提拉克曾经在浦那Narayan Peth的Kesari Wada经营他的两份报纸：马拉地语的Kesari和英语的Mahratta（由Kesari Maratha Trust经营）。这些报纸最初是由奇普朗卡尔、阿加尔和蒂拉克以合作的形式创办的。

## 最初几年，编辑和作家
凯萨里的编辑包括一些自由战士和社会活动家／改革家，包括阿加尔（其第一任编辑）、奇普伦卡尔和提拉克。阿加尔在1887年离开凯萨里，创办了他自己的新闻报纸Sudharak（《改革者》），之后提拉克继续独立经营该报纸。蒂拉克的亲密伙伴纳拉西马·钦塔曼·凯尔卡（Narasimha Chintaman Kelkar）在蒂拉克于1897年和1908年入狱时两次担任编辑。

## 1897年对凯萨里的起诉
巴尔·甘格达尔·提拉克提到，他从斯瓦米·维韦卡南达那里收到的信一定是在1897年凯萨里起诉结束后与其他许多信一起被销毁了。

## 现在
一份名为《The Daily Kesari》的马拉地语在线期刊继续出版，由巴尔·甘格达尔·提拉克的曾孙Deepak Tilak负责编辑。

## 克萨里瓦达和提拉克博物馆
瓦达最初被称为Gaikwadwada，由巴罗达王子国的大君Sayajirao Gaikwad三世拥有。1905年，马哈拉贾以合理的价格将其卖给了提拉克。提拉克出版报纸的巴罗达土邦（马拉地语，意为庭院／建筑）仍然是今天凯萨里的办公室。除了凯萨里的办公室外，院子里还有提拉克博物馆和Kesari Maratha图书馆。这些都是提拉克的纪念品，包括他的写字台、一些原始文件，以及1907年卡马夫人在斯图加特展开的第一面印度国旗。在象神节期间，有大量的人参观瓦达。